# Liste der Baudenkmäler in Haunsheim
Auf dieser Seite sind die Baudenkmäler in der schwäbischen Gemeinde Haunsheim zusammengestellt. Diese Tabelle ist eine Teilliste der Liste der Baudenkmäler in Bayern. Grundlage ist die Bayerische Denkmalliste, die auf Basis des Bayerischen Denkmalschutzgesetzes vom 1. Oktober 1973 erstmals erstellt wurde und seither durch das Bayerische Landesamt für Denkmalpflege geführt wird. Die folgenden Angaben ersetzen nicht die rechtsverbindliche Auskunft der Denkmalschutzbehörde.

## Baudenkmäler nach Ortsteilen

### Haunsheim
| Lage                       | Objekt                                                 | Beschreibung | Akten-Nr.             | Bild                          |
| -------------------------- | ------------------------------------------------------ | --- | --------------------- | ----------------------------- |
| Anger 3 (Standort)         | Ehemalige Schule und Badhaus                           | Stattlicher zweigeschossiger Satteldachbau mit Traufgesims und fünf geschlossenen Okuli im Giebelfeld, 1603. | D-7-73-137-1 Wikidata | Ehemalige Schule und Badhaus  |
| Hauptstraße 29 (Standort)  | Wohn- und Wirtschaftsgebäude                           | Erdgeschossiger Satteldachbau mit gewölbten Stallungen, Mitte 19. Jahrhundert; ehemaliger Stadel, stattlicher Bau mit Halbwalmdach, Rundbogeneinfahrten und querovalen Lichtöffnungen, im Kern um 1600, Anbau 19. Jahrhundert; sogenanntes Schweizerhaus, jetzt Rathaus, zweigeschossiger Bau mit flachem Satteldach, um 1860; zur Ökonomieanlage des Schlosses gehörig. | D-7-73-137-2 Wikidata | BW                            |
| Kirchplatz (Standort)      | Ehemalige Dorfschmiede                                 | Kleines Fachwerkhaus mit Schleppdach, Bruchsteinmauerwerk und Fachwerkobergeschoss, 1605 erbaut, 2. Hälfte 17. Jahrhundert erneuert, im 19. Jahrhundert verändert. | D-7-73-137-4 Wikidata | weitere Bilder                |
| Kirchplatz 4 (Standort)    | Evangelisch-Lutherische Pfarrkirche Hl. Dreifaltigkeit | einschiffiger Wandpfeilerbau mit Kreuzgratgewölbe und eingezogenem Chor mit Sterngewölbe, nach Plänen von Joseph Heintz d.Ä und Elias Holl durch Johann Alberthal erbaut, 1607/08; mit Ausstattung (siehe auch: Kanzel, Taufbecken und Chorgestühl); Siehe auch: Wappenscheiben der Dreifaltigkeitskirche (Haunsheim) Friedhof mit einheitlichen hölzernen Grabkreuzen, 1609; Friedhofsmauer mit quadratischen Ecktürmen und Rundbogentor, von Esaias Holl, 1609. | D-7-73-137-3 Wikidata | weitere Bilder                |
| Mittelstraße 4 (Standort)  | Bauernhaus                                             | Erdgeschossiger Mitterstallbau mit steilem Satteldach, 16. Jahrhundert, erneuert. | D-7-73-137-5 Wikidata | BW                            |
| Schloßstraße 24 (Standort) | Schloss                                                | Nord- und Ostflügel der ehemaligen Vierflügelanlage, drei bzw. viergeschossige Satteldachbauten mit Treppengiebeln und polygonalen Eckerkern, von Balthasar Reißner und wohl Joseph Heintz d.Ä, 1601–1604, Umgestaltung 1849 im Stil der Maximilianischen Neugotik; mit Ausstattung; Wirtschaftsgebäude, zweigeschossiger Satteldachbau mit erdgeschossigen Anbauten; Torbau, barbakanartiger Bau mit zwei Türmen, von Gilg Vältin, 1603; Rundturm, erdgeschossiger Ziegelbau mit Zinnenkranz, vielleicht von Esaias Holl, bezeichnet 1602; Gartensaal, erdgeschossige Glaseisenkonstruktion, 2. Hälfte 19. Jahrhundert; Brunnen, mit Gusseisenplatten, bezeichnet 1760; ehemalige Schlossbefestigung, Bastionen und Brüstungsmauer am Hang, südliche und westliche Mauerzüge; englischer Park, westlich des Schlosses. | D-7-73-137-7 Wikidata | weitere Bilder                |
| Schulstraße 2 (Standort)   | Ehemaliges Gasthaus zum Adler                          | stattlicher zweigeschossiger Satteldachbau, 1559 erbaut, erneuert; Wirtschaftsbau, Satteldachbau mit Giebelgesimsen, 18/19. Jahrhundert. | D-7-73-137-8 Wikidata | Ehemaliges Gasthaus zum Adler |

### Unterbechingen
| Lage                              | Objekt                            | Beschreibung | Akten-Nr.              | Bild           |
| --------------------------------- | --------------------------------- | --- | ---------------------- | -------------- |
| Kapellenstraße 25 (Standort)      | Katholische Kapelle Hl. Kreuz     | Dreiseitig geschlossener Rechteckbau, von Johann Georg Widemann, 1753/54; mit Ausstattung                                                                                   | D-7-73-137-12 Wikidata | BW             |
| Ortsstraße 19 (Standort)          | Katholische Pfarrkirche St. Georg | Flachgedeckter Saalbau mit eingezogenem, dreiseitig geschlossenem Chor, Turm im Kern 15./16. Jahrhundert, 1747/48; mit Ausstattung; Friedhofsummauerung, wohl gleichzeitig. | D-7-73-137-9 Wikidata  | weitere Bilder |
| Ortsstraße 21 (Standort)          | Ehemaliges Gasthaus zur Traube    | Zweigeschossiger Satteldachbau mit reichem Fassadendekor, bezeichnet 1873.                                                                                                  | D-7-73-137-10 Wikidata | BW             |
| Ortsstraße 26 (Standort)          | Pfarrhaus                         | Stattlicher zweigeschossiger Walmdachbau, Wirtschaftsteil mit Satteldach, angebaut, 1699 errichtet, Ende 18. Jahrhundert verändert.                                         | D-7-73-137-11 Wikidata | BW             |
| Sachsenhauser Straße 5 (Standort) | Bauernhaus                        | Eingeschossiger Satteldachbau mit verputztem Fachwerkgiebel, spätes 18. Jahrhundert.                                                                                        | D-7-73-137-13 Wikidata | BW             |